# Liste der Biografien/Six
Liste der Biografien |
Portal Biografien |
Personensuche
# |
A |
B |
C |
D |
E |
F |
G |
H |
I |
J |
K |
L |
M |
N |
O |
P |
Q |
R |
S |
T |
U |
V |
W |
X |
Y |
Z |
?
 
Sa |
Sb |
Sc |
Sd |
Se |
Sf |
Sg |
Sh |
Si |
Sj |
Sk |
Sl |
Sm |
Sn |
So |
Sp |
Sq |
Sr |
Ss |
St |
Su |
Sv |
Sw |
Sy |
Sz
 
Sia |
Sib |
Sic |
Sid |
Sie |
Sif |
Sig |
Sih |
Sii |
Sij |
Sik |
Sil |
Sim |
Sin |
Sio |
Sip |
Siq |
Sir |
Sis |
Sit |
Siu |
Siv |
Siw |
Six |
Siy |
Siz
Die Liste der Biografien führt alle Personen auf, die in der deutschsprachigen Wikipedia einen Artikel haben. Dieses ist eine Teilliste mit 67 Einträgen von Personen, deren Namen mit den Buchstaben „Six“ beginnt.

## Six
- Six van Oterleek, Cornelis Charles (1772–1833), niederländischer Politiker
- Six, Alphonse (1890–1914), belgischer Fußballspieler
- Six, André (1879–1915), französischer Schwimmer
- Six, Bernd (* 1943), deutscher Sozialpsychologe
- Six, Billy (* 1986), deutscher politischer Aktivist
- Six, Bruno (1906–1984), deutscher Politiker (CDU), MdL
- Six, Claudia (* 1982), bildende Künstlerin
- Six, Daniel (1620–1674), niederländischer Kaufmann in Ostasien
- Six, David (* 1985), österreichischer Pianist, Komponist und Multiinstrumentalist
- Six, Didier (* 1954), französischer Fußballspieler und -trainer
- Six, Franz (1909–1975), deutscher Zeitungswissenschaftler, SS-Offizier, NS-Funktionär und KriegsverbrecherFranz Six (1909–1975)

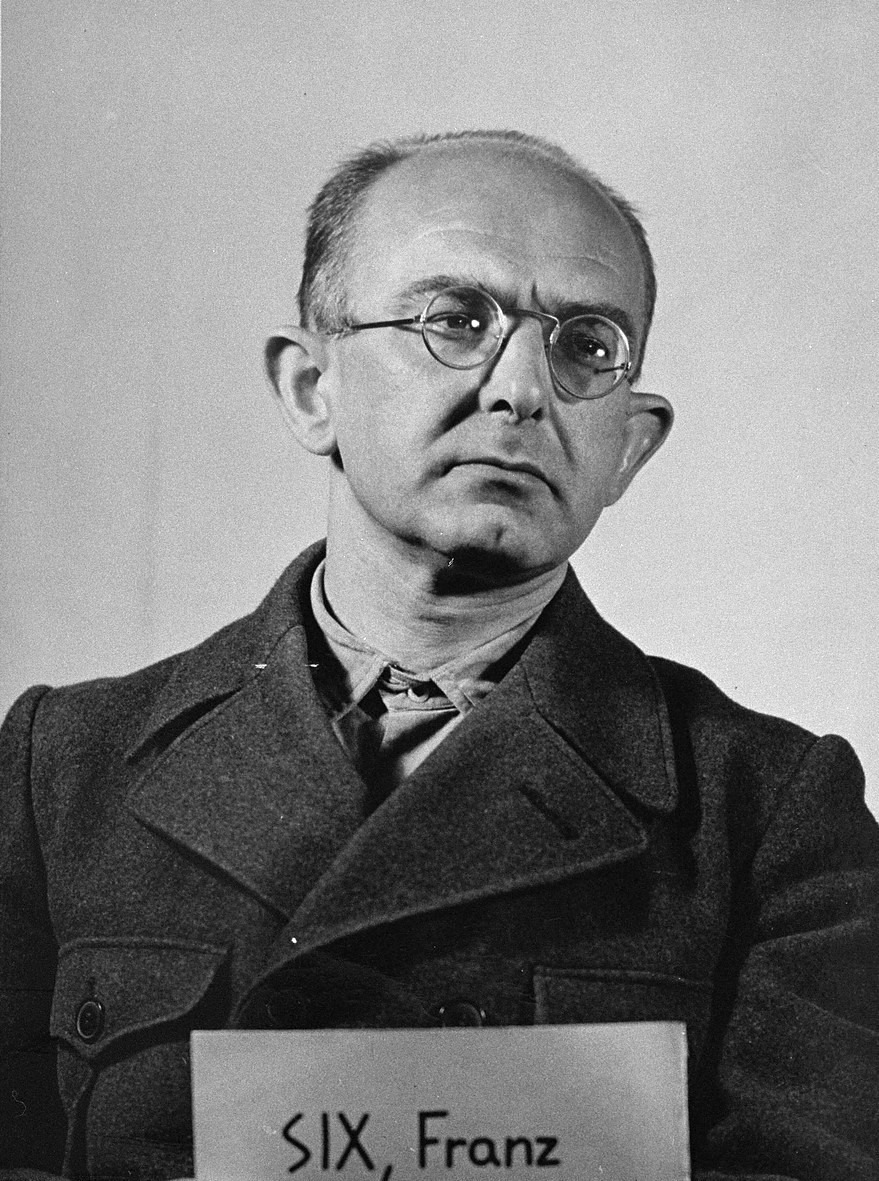
Franz Six (1909–1975)

- Six, Georges (1887–1952), belgischer römisch-katholischer Ordensgeistlicher, Apostolischer Vikar von Léopoldville
- Six, Jack (1930–2015), US-amerikanischer Jazz-Bassist
- Six, Jan (1618–1700), niederländischer Kunstmäzen und Sammler
- Six, Jan (1857–1926), niederländischer Kunsthistoriker und Klassischer Archäologe
- Six, Jan (* 1978), niederländischer Kunsthistoriker und Kunsthändler
- Six, Jan (II) (1668–1750), Amsterdamer Regent und Bürgermeister
- Six, Michael (1874–1938), österreichischer Bildhauer und Medailleur
- Six, Rory, belgischer Musicaldarsteller, Sänger, Tänzer und Komponist
- Six, Tom (* 1973), niederländischer Regisseur, Drehbuchautor und FilmproduzentTom Six (* 1973)

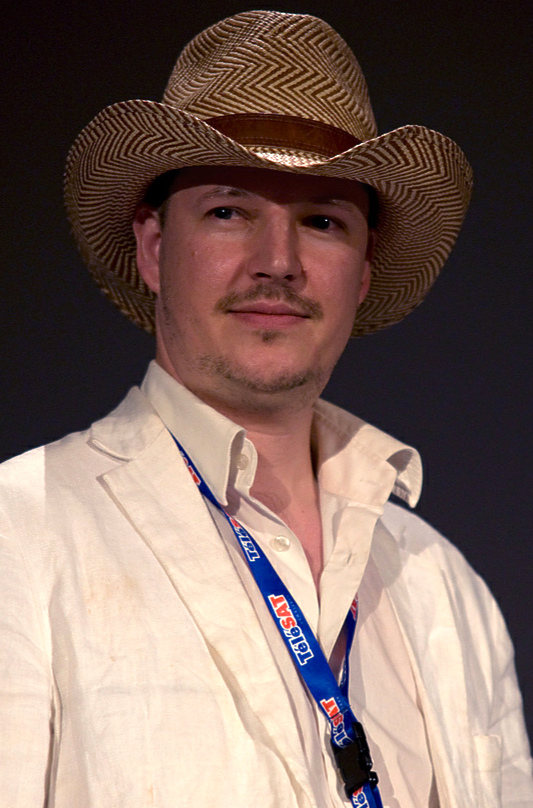
Tom Six (* 1973)

- Six, Willem (1829–1908), niederländischer Politiker, Innenminister und Kommissar des Königs
- Six-Sasmaz, Candan (* 1976), deutsch-türkische Journalistin und TV-Autorin

### Sixa
- Şıxəlizadə, Aytac (* 1993), aserbaidschanische Opernsängerin der Stimmlage Mezzosopran

### Sixe
- Sixel, Friedrich W. (* 1934), deutscher Soziologe und Hochschullehrer
- Sixel, Margaret, australische Filmeditorin

### Sixl
- Şıxlinskaya, Leyla (* 1947), aserbaidschanische Schauspielerin
- Şıxlinskaya, Nigar (1878–1931), aserbaidschanische Krankenschwester
- Şıxlinski, Əliağa (1863–1943), kaiserlich-russischer, aserbaidschanischer und sowjetischer Offizier

### Sixs
- Sixsmith, James (* 1984), US-amerikanischer Eishockeyspieler
- Sixsmith, Jane (* 1967), britische Feldhockeyspielerin

### Sixt
- Sixt von Armin, Friedrich (1851–1936), preußischer General der Infanterie
- Sixt von Armin, Hans-Heinrich (1890–1952), deutscher Generalleutnant im Zweiten Weltkrieg
- Sixt, Andrea (* 1958), deutsche Drehbuchautorin und Schriftstellerin
- Sixt, Erich (* 1944), deutscher UnternehmerErich Sixt (* 1944)

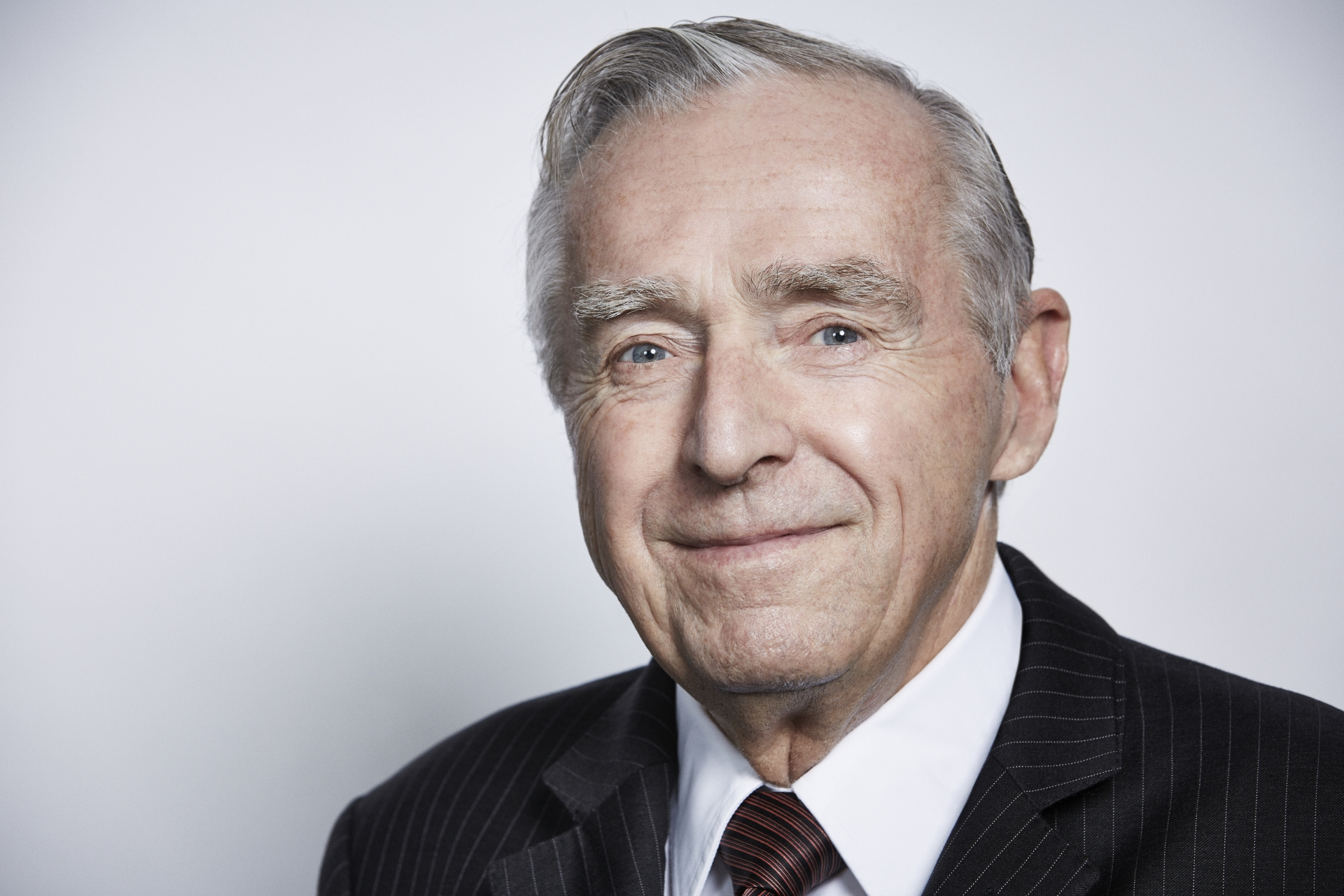
Erich Sixt (* 1944)

- Sixt, Eva (* 1967), deutsche Schauspielerin, Sängerin und Theaterautorin
- Sixt, Friedrich (1895–1976), deutscher Generalleutnant im Zweiten Weltkrieg
- Sixt, Gudrun, deutsche Schwimmerin
- Sixt, Gustav (1856–1904), deutscher Lehrer und Archäologe
- Sixt, Hans-Martin (* 1937), deutscher Politiker (SPD), MdBB
- Sixt, Harald Wolfgang (* 1950), deutscher Boxer
- Sixt, Hermann (* 1957), deutscher Fußballspieler
- Sixt, Johann Abraham (1757–1797), deutscher Komponist der Klassik
- Sixt, Johann Andreas (1742–1810), deutscher evangelischer Theologe und Philologe
- Sixt, Paul (1908–1964), deutscher Kapellmeister
- Sixt, Regine (* 1943), deutsche Unternehmerin
- Sixt, Stefan (* 1955), deutscher Kulturmanager und Publizist
- Sixt, Stefanie (* 1973), deutsche Videokünstlerin
- Sixt, Theodor (1834–1897), Unternehmer und Wohltäter
- Sixt, Thomas (* 1975), deutscher Koch und Autor
- Sixta, Jozef (1940–2007), slowakischer Komponist und Musikpädagoge
- Sixten, Fredrik (* 1962), schwedischer Komponist
- Sixtinus, Nicolaus (1585–1669), deutscher Staatsmann
- Sixtinus, Regner (1543–1617), Jurist, Hochschullehrer, Rektor, Richter, Gesandter und Staatsmann
- Sixtinus, Wilhelm Burchard (1572–1652), Jurist, Hochschullehrer, Kanzler
- Sixtl, Friedrich (1935–2000), österreichischer Statistiker und Psychologe
- Sixtos, Andrea (* 1990), US-amerikanische Schauspielerin
- Sixtos, José Luis (* 1971), mexikanischer Fußballspieler
- Sixtus, erster Erzbischof von Reims
- Sixtus I., Papst
- Sixtus II. († 258), Bischof von Rom (257–258)
- Sixtus III. († 440), Papst (432–440)
- Sixtus IV. (1414–1484), Papst (1471–1484)
- Sixtus V. (1521–1590), Papst (1585–1590)
- Sixtus, Albert (1892–1960), deutscher Kinder- und Jugendbuchautor
- Sixtus, Hans (1907–1975), deutscher Rechtsanwalt und Brauereidirektor
- Sixtus, Mario (* 1965), deutscher Journalist und Filmemacher

### Sixx
- Sixx, Nikki (* 1958), US-amerikanischer BassistNikki Sixx (* 1958)

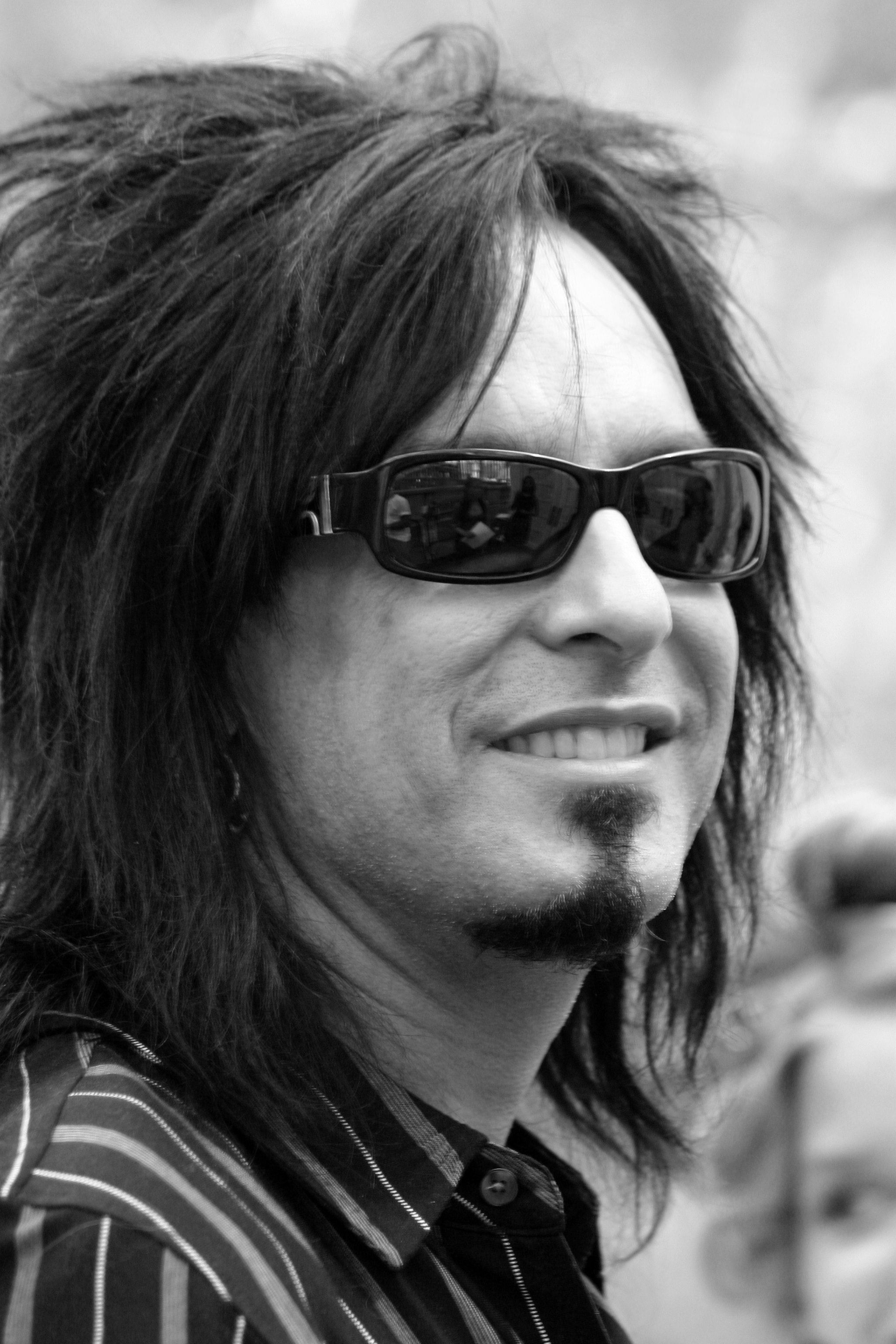
Nikki Sixx (* 1958)